# Zhang Yan (pintor)
Advertiment: amb el nom de Zhang Yan hi ha dos personatges en la història de la Xina; una emperadriu de la dinastia Han i un bandit (també conegut com Zhang Feiyan). En l'actualitat existeix una cantant també amb aquest nom. Cal tenir en compte, per tal d' evitar confusions, que un pintor contemporani es diu Zhang Yan Yuan i un director de cinema Zhang Yang.

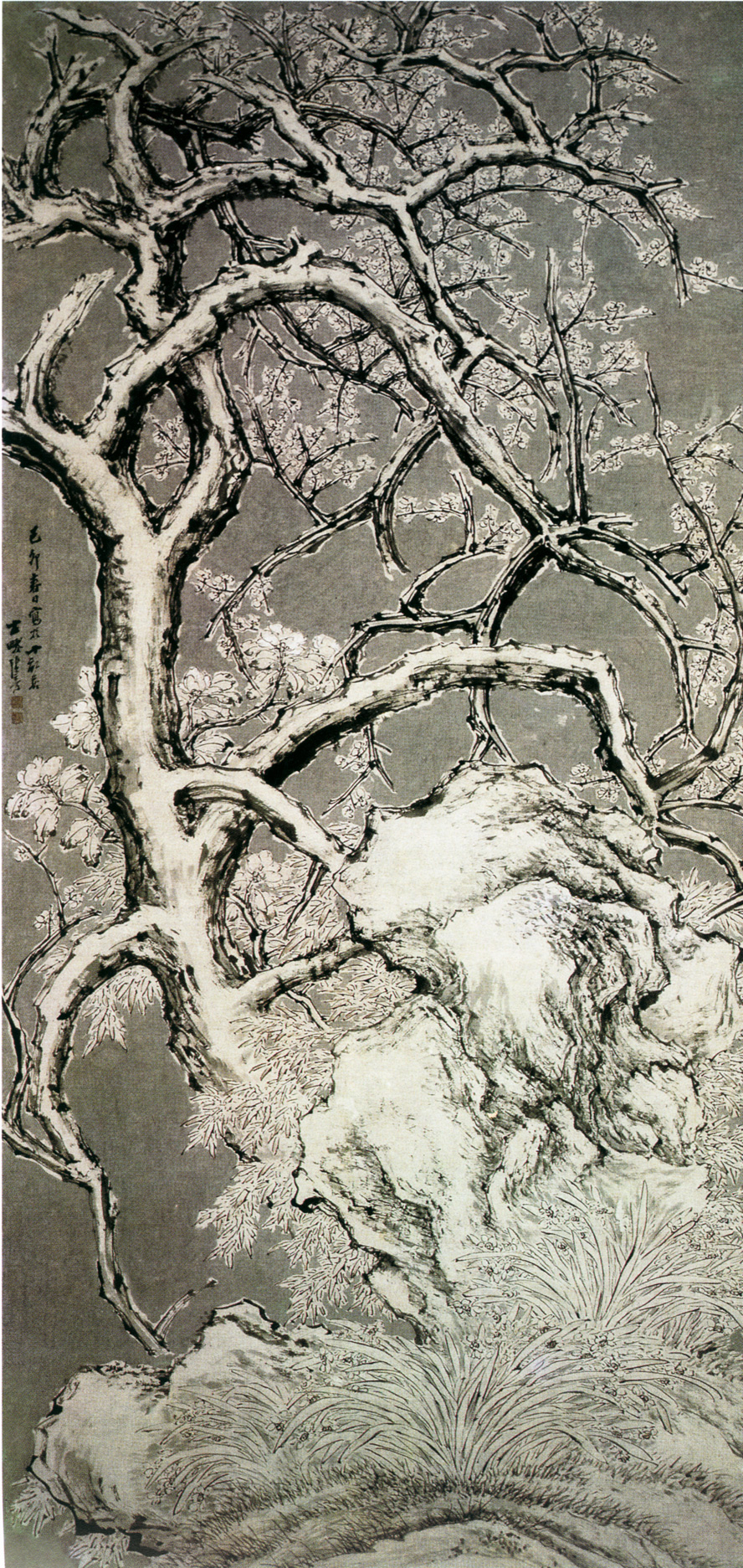
Flors de prunera a la neu de 'Zhang Yan Museu d'Art de Suzhou

Zhang Yan (xinès simplificat: 张彦; xinès tradicional: 張彥; pinyin: Zhāng Yàn) fou un pintor xinès que va viure sota la dinastia Ming que va mantenir la seva activitat artística durant els segles xvi i xvii.
Contemporani a Dong Qichang, va destacar pintant paisatges, figures i flors. Entre les seves pintures destaca 'Imatge de paisatge' del 1631, 'Imatge de Zhongkui al bosc fred' del 1629, 'Imatge en vaixell de Songxi', 'Caligrafia xinesa i segells i notes del pintor' i 'Mapa de flors de pruner del paisatge de neu', les dues darreres del 1639.